# کوراچیتسا
کوراچیتسا (به صربی: Koraćica) یک منطقهٔ مسکونی در صربستان است که در ملادنوواتس واقع شده‌است.